# Juan de la Coca Pérez
Juan de la Coca Pérez (Sant Sebastià, País Basc, 1973), conegut simplement com a Juantxo Koka, és un jugador professional de pilota basca a mà, en la posició de davanter, en nòmina de l'empresa Asegarce. Va debutar l'any 1993 al Frontó Astelena d'Eibar.

## Palmarès
- Campió per parelles, 2003